# Domické škrapy
Domické škrapy je národní přírodní rezervace v oblasti Slovenský kras.
Nachází se v katastrálním území obce Kečovo v okrese Rožňava v Košickém kraji. Území bylo vyhlášeno v roce 1973 na rozloze 24,44 ha. Ochranné pásmo nebylo stanoveno.